# Selenogyrus
Selenogyrus is een geslacht van spinnen uit de familie vogelspinnen (Theraphosidae).

## Soorten
De volgende soorten zijn bij het geslacht ingedeeld:
- Selenogyrus africanus (Simon, 1887)
- Selenogyrus aureus Pocock, 1897
- Selenogyrus austini Smith, 1990
- Selenogyrus brunneus Strand, 1907
- Selenogyrus caeruleus Pocock, 1897